# Controversia esicasta

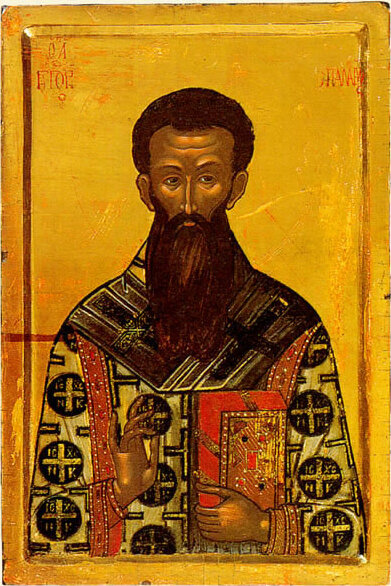
Gregorio Palamas

La controversia esicasta fu una disputa teologica nell'Impero bizantino durante il XIV secolo che divise i sostenitori e gli oppositori di Gregorio Palamas.
Pur non essendo uno dei moventi principali della guerra civile bizantina, influenzò e fu influenzato dalle forze politiche in gioco durante quel conflitto. La disputa si concluse con la vittoria dei palamisti e l'inclusione della dottrina palamita come parte del dogma della Chiesa ortodossa orientale, nonché con la canonizzazione di Palamas.
Intorno all'anno 1337, l'esicasmo attirò l'attenzione di un dotto membro della Chiesa cattolica di rito greco, Barlaam, un monaco calabrese che si era trasferito a Costantinopoli circa sette anni prima. Gregorio Palamas, monaco athonita ed esponente dell'esicasmo, gli aveva cortesemente comunicato alcune critiche ai suoi scritti teologici. Barlaam incontrò gli esicasti e ascoltò le descrizioni delle loro pratiche. Formatosi nella teologia scolastica occidentale, Barlaam fu scandalizzato dalle descrizioni che ascoltava e scrisse diversi trattati ridicolizzando le pratiche. Egli definì eretica e blasfema la dottrina della luce increata, secondo la quale l'obiettivo della pratica esicasta è l'esperienza della luce vista dai discepoli durante la Trasfigurazione di Gesù sul Monte Tabor. Gli esicasti affermavano che questa luce non apparteneva all'essenza divina, ma era contemplata come un'altra ipostasi. Barlaam riteneva questo concetto politeistico, in quanto postulava due esseri eterni, un Dio visibile (immanente) e uno invisibile (trascendente).
Gregorio Palamas, divenuto nel frattempo arcivescovo di Salonicco, fu invitato dai suoi confratelli sul monte Athos a difendere l'esicasmo dagli attacchi di Barlaam. Ben educato alla filosofia greca, conoscitore del metodo dialettico - e quindi in grado di difendere l'esicasmo con metodi in uso anche in Occidente -, Palamas difese l'esicasmo negli anni quaranta del Trecento in una serie di sinodi a Costantinopoli e scrisse una serie di opere a suo supporto.
Nel 1341 la controversia giunse davanti a un sinodo tenutosi a Costantinopoli che, tenuto conto dell'attenzione in cui si tennero gli scritti dello Pseudo-Dionigi, condannò Barlaam, il quale ritrattò e tornò quasi subito in Calabria, divenendo poi vescovo di rito bizantino di una diocesi in comunione con il Papa. Si tennero altri cinque sinodi sull'argomento, al terzo dei quali gli oppositori di Palamas ottennero una breve vittoria. Tuttavia, nel 1351, in un sinodo sotto la presidenza dell'imperatore Giovanni VI Cantacuzeno, la vera distinzione di essenza-energheiai' di Palamas fu stabilita come dottrina della Chiesa ortodossa.
Gregorio Acindino, che era stato un discepolo di Gregorio e aveva cercato di mediare tra lui e Barlaam, divenne critico nei confronti di Palamas dopo la dipartita di Barlaam nel 1341. Un altro oppositore del palamismo fu Manuel Kalekas che cercò di riconciliare le Chiese orientali e occidentali. In seguito alla decisione del 1351 vi fu una forte repressione contro i pensatori antipalamisti. Kalekas riferisce di questa repressione fino al 1397, e per i teologi in disaccordo con Palamas, alla fine non rimaneva altra scelta che emigrare e convertirsi all'unione con la Chiesa latina, un percorso intrapreso da Kalekas così come da Demetrio Cidone e Giovanni Ciparissiota.

## Contesto

### Monachesimo e esicasmo
L'esicasmo è una forma di preghiera ripetuta o di preghiera esperienziale che, al più tardi dal XIII secolo, ha assunto la forma di "una particolare tecnica psicosomatica combinata con la preghiera di Gesù". Tuttavia, l'esicasmo -con o senza la Preghiera di Gesù- è antecedente a tale periodo, come "pratica di una preghiera interiore, mirante all'unione con Dio a un livello al di là delle immagini, dei concetti e del linguaggio".
Essa consiste nel focalizzare la mente su Dio e in una preghiera incessante, cercando la sua ispirazione nella Bibbia (cfr. Matteo 6:6: "i puri di cuore vedrano Dio"). e nei testi della Filocalia. Gli asceti cristiani condivisero la tradizione, iniziata con sant'Antonio d'Egitto, di una contemplazione costituita da silenzio e tranquillità interiore.
All'inizio del XIV secolo, Gregorio Sinaita apprese da Arsenio di Creta la forma dell'esicasmo e ne diffuse la dottrina, portandola ai monaci del Monte Athos. Questi affermavano che, negli stadi più elevati della loro pratica di preghiera, riuscivano a raggiungere la contemplazione-unione con la Luce del Tabor, cioè la Luce Divina increata vista dagli apostoli nell'evento della Trasfigurazione di Cristo e da san Paolo sulla via di Damasco.

## Dimensioni del conflitto
Studiosi come Christopher Livanos e Martin Jugie hanno affermato che ci sono molte generalizzazioni e stereotipi ampiamente diffusi che sono solo in parte veri e spesso applicabili solo a determinati individui e periodi specifici della controversia.
Christopher Livanos sfata una serie di stereotipi spesso ritenuti veri rispetto al palamismo. Ad esempio, Livanos prende di mira la critica dell'Occidente secondo cui gli ortodossi sono irrazionali e si oppongono all'uso della logica in teologia. Livanos afferma che "considerando le polemiche bizantine, piuttosto che quelle ortodosse moderne, è abbastanza raro che uno scrittore greco critichi i latini per l'uso della logica nella teologia". Secondo Livanos, "Palamas e Barlaam affermavano entrambi che la logica aristotelica poteva supportare le loro argomentazioni". Martin Jugie suggerisce che molti studiosi si siano imprudentemente abbandonati a rapide generalizzazioni e costruzioni sistematiche in relazione alla controversia esicasta. Elenca i seguenti conflitti che sono stati impiegati per caratterizzare la controversia:
- una lotta tra due movimenti filosofici, battezzati sotto i nomi di aristotelismo e platonismo;
- nominalismo e realismo;
- un'opposizione tra due culture, la cultura latina rappresentata da Barlaam e coloro che, dopo di lui, si opposero a Palamas, e la cultura bizantina in sé, rappresentata dai palamiti;
- un antagonismo tra due partiti ecclesiastici, il partito dei monaci e quello del clero secolare;
- una rivalità tra gli oppositori dell'unione con i latini e coloro che erano chiamati latinophrones, cioè coloro che avevano tendenze unionistiche.

Jugie afferma che nessuna di queste generalizzazioni è completamente vera e tuttavia nessuna è completamente falsa. Poiché le varie fasi del conflitto e le varie persone che ne sono state coinvolte si sono succedute a turno, l'una o l'altra di queste prospettive ha predominato, anche se non a totale esclusione delle altre.

### Conoscenza della natura di Dio
Andrew Louth scrive che "[l]a controversia tra san Gregorio Palamas e Barlaam il calabrese è ora vista da alcuni studiosi meno come un conflitto tra gli influssi occidentali (rappresentati da Barlaam) e l'autentica spiritualità ortodossa, come un conflitto all'interno del cristianesimo greco sul vero significato del linguaggio dionisiaco sulla natura di Dio: Barlaam interpreta la sua teologia apofatica come dialettica intellettuale e Gregorio la vede come attinente all'ineffabile esperienza di Dio.

### Scolastica
Barlaam è tipicamente descritto come uno scolastico tomista che apprezzava la filosofia pagana rispetto alle rivelazioni dei Padri della Chiesa. Juan Nadal Cañellas afferma che "[non] sembra possibile affermare, in modo puro e semplice, che Barlaam abbia posto la ragione al di sopra della Rivelazione o che abbia accordato maggiore autorità agli autori pagani che ai Padri della Chiesa". Secondo Nadal, fu Palamas a sporgere questa accusa contro Barlaam; un'accusa che Barlaam negò con veemenza.

### Aristotelismo vs platonismo
Secondo James Hankins, a volte si afferma che gli esicasti rappresentino la tradizione nativa "platonica" della Chiesa ortodossa, mentre i loro oppositori rappresentano l'Occidente aristotelico. Hankins sostiene che "il dibattito originale tra Barlaam e Palamas non fu una questione di aristotelismo contro platonismo, ma piuttosto nacque da una disputa metodologica sul modo migliore per difendere l'ortodossia dagli attacchi dei polemisti occidentali".
Allo stesso modo, John Meyendorff afferma che "l'opinione diffusa secondo cui il pensiero cristiano orientale è platonico, in contrasto con l'aristotelismo occidentale" è erronea. Secondo Meyendorff, le università bizantine insegnavano la logica aristotelica come parte del "curriculum generale", ma i figli di famiglie pie si ritirarono piuttosto che continuare ai livelli superiori dove veniva insegnato Platone. Meyendorff postula che l'obiettivo dei monaci bizantini in generale e di Palamas in particolare fosse in realtà la "filosofia secolare" e la cosiddetta "saggezza ellenica". Egli ipotizza che la validità della filosofia greca sia rimasta una questione aperta nella società bizantina proprio perché i bizantini erano "di lingua greca" e "di pensiero greco". In netto contrasto con questa cultura ellenica, il pensiero monastico bizantino enfatizzava il fatto che la loro era una "fede predicata da un Messia ebreo" e che il loro destino era quello di divenire una "nuova Gerusalemme".

### Nominalismo vs realismo
Secondo Robert E. Sinkewicz, l'unico obiettivo di Palamas era "preservare il realismo della partecipazione dell'uomo alla vita di Dio". Definendo Barlaam come un nominalista agnostico, Meyendorff scrive che, "[nella] sua fuga dal realismo intellettuale della scolastica tomista occidentale, Barlaam si scontrò con il realismo mistico dei monaci orientali".
Secondo Meyendorff, questo confronto tra il nominalismo di Barlaam e il realismo di Palamas iniziò con una disputa sul modo migliore per affrontare la controversia del Filioque con i latini, ma si trasformò rapidamente in un conflitto sull'esicasmo. Tra le critiche alla esposizione di Meyendorff della controversia esicasta, John Romanides riserva quelle più aspre alla caratterizzazione di Barlaam sia come nominalista sia come platonico/neoplatonico sulla base del fatto che le storie della filosofia e della teologia erano giunte al punto di presentare i due punti di vista come mutualmente esclusivi. Romanides continua a sostenere che Barlaam era chiaramente un cristiano platonico e non un nominalista.

### Clero monastico contro clero secolare
Meyendorff ha caratterizzato la controversia esicasta nei termini di un conflitto tra gli intellettuali bizantini (amanti della cultura secolare "ellenica") e i palamiti (difensori della tradizione monastica mistica). Nel corso della storia dell'Impero bizantino, ci furono due fazioni che avevano opinioni opposte riguardo al valore relativo del misticismo e del razionalismo secolare. La fazione monastica era conservatrice e fermamente contraria all'apprendimento secolare. La fazione spesso indicata come gli "intellettuali bizantini" era più liberale e sosteneva una sintesi tra la filosofia greca antica e la teologia cristiana. Quest'ultima fazione includeva molti membri del clero secolare superiore. Nick Trakakis cita la controversia esicasta come uno degli esempi più significativi di conflitto tra queste due fazioni.

### Cultura latina e bizantina
La controversia esicasta è spesso presentata come un conflitto tra la cultura dei latini e quella dei bizantini. Naturalmente, le due culture si erano sviluppate più o meno indipendentemente dalla divisione dell'Impero romano nel 301 d.C. Tuttavia, Meyendorff afferma che è proprio nel XIII secolo che "si instaura una biforcazione istituzionale, sociale e concettuale tra l'Occidente latino e l'Oriente greco (e slavo)". Nella mente popolare (e nella storiografia tradizionale), Barlaam è generalmente considerato un latinophrone. Romanides identifica Barlaam come indiscutibilmente latino. Tuttavia, altri studiosi come Meyendorff, indicano le sue radici ortodosse, sebbene, dopo essere stato condannato dal sinodo del 1341, fosse tornato in Calabria e stato accolto nella Chiesa latina e consacrato vescovo.
Martin Jugie afferma che l'opposizione dei latini e dei latinophrones, che erano necessariamente ostili alla dottrina, fu un fattore alla base dell'opposizione tra il popolo: la fine il latinismo e l'anti-palamismo divennero equivalenti nelle menti di molti cristiani ortodossi.

### Sostenitori e oppositori dell'unione con i latini
Per diversi secoli, l'Impero bizantino era stato in conflitto con l'espansione delle forze islamiche, affrontando prima gli arabi e poi i turchi selgiuchidi e infine i turchi ottomani. Nel XIV secolo, l'Impero bizantino era in declino più o meno costante rispetto al suo apice raggiunto nell'XI secolo. Durante il XIV secolo, gli imperatori bizantini chiesero aiuto all'Occidente in diverse occasioni; tuttavia, il papa valutò l'invio di aiuti solamente in cambio di una riunificazione della Chiesa ortodossa orientale con la sede di Roma. Data la loro disperata situazione, un certo numero di imperatori volle perseguire l'unione con la Chiesa latina, e in numerose occasioni tentarono anche di effettuare tale unione con decreto imperiale.
Tuttavia, questi tentativi di unione furono vanificati dall'intenso risentimento della cittadinanza e del clero ortodosso per l'autorità di Roma e il rito latino. Le esigenze politiche di ricerca dell'aiuto dell'Occidente influenzarono periodicamente il corso della disputa teologica sull'esicasmo. La vittoria degli esicasti sui latini e latinofroni rese più difficile, se non impossibile, l'unione con la Chiesa d'Occidente, e quindi rese molto meno probabile la probabilità di un aiuto dell'Occidente nella difesa contro i Turchi.

## Cronologia della controversia
Come monaco athonita, Palamas aveva imparato a praticare l'esicasmo. Sebbene avesse scritto di esicasmo, fu solo quando Barlaam lo attaccò e propose Palamas quale suo principale sostenitore, che Palamas fu spinto a difenderlo in un'esposizione completa che divenne una componente centrale della teologia ortodossa orientale. Il dibattito tra palamiti e barlaamiti continuò per oltre un decennio e sfociò in una serie di sinodi culminati infine nel 1351, quando la dottrina palamita fu canonizzata come dogma ortodosso orientale.

### Primo conflitto tra Barlaam e Palamas
Intorno al 1330 Barlaam di Seminara giunse a Costantinopoli dalla Calabria, dove era cresciuto come membro della comunità di lingua greca. È controverso se sia stato cresciuto come cristiano ortodosso o convertito alla fede ortodossa. Lavorò per un certo periodo ai commenti allo Pseudo-Dionigi l'Areopagita sotto il patrocinio di Giovanni VI Cantacuzeno. Intorno al 1336 Gregorio Palamas ricevette copie di trattati scritti da Barlaam contro i latini, che condannavano il loro inserimento del Filioque nel Credo niceno. Sebbene questa posizione fosse una solida teologia ortodossa orientale, Palamas contestò l'argomento di Barlaam a suo sostegno, poiché Barlaam dichiarò che gli sforzi per dimostrare la natura di Dio (in particolare, la natura dello Spirito Santo) dovrebbero essere abbandonati perché Dio è in definitiva inconoscibile e indimostrabile per gli umani. Barlaam affermò che era impossibile determinare da chi procede lo Spirito Santo.
Secondo Sara J. Denning-Bolle, Palamas considerava l'argomento di Barlaam "pericolosamente agnostico". Nella sua risposta intitolata "Trattati apodittici", Palamas insistette sul fatto che era davvero dimostrabile che lo Spirito Santo procedeva dal Padre ma non dal Figlio. Seguirono una serie di lettere tra i due che non furono in grado di risolvere amichevolmente le loro divergenze. Secondo J. Konstantinovsky, Barlaam e Palamas avevano interpretazioni radicalmente diverse sebbene entrambi rivendicassero Dionigi l'Areopagita come loro autorità.
Barlaam citò la teologia mistica di Dionigi per sostenere l'argomento secondo cui Dio è indicibile e quindi inconoscibile. Palamas citò Dionigi come un'autorità patristica che professava distinzioni in Dio che Barlaam non riconosceva.

### L'attacco di Barlaam all'esicasmo
Steven Runciman riferisce che, infuriato dagli attacchi di Palamas contro di lui, Barlaam giurò di umiliare Palamas attaccando l'insegnamento esicasta di cui quest'ultimo era diventato il principale sostenitore.
Barlaam visitò Salonicco, dove fece la conoscenza di monaci che seguivano gli insegnamenti esicasti. Runciman descrive questi monaci come ignoranti e privi di una vera comprensione dell'insegnamento esicasto. Barlaam pubblicò una serie di trattati che deridono l'assurdità delle pratiche, che riferì includevano "separazioni e riunioni miracolose dello spirito e dell'anima, del traffico che i demoni hanno con l'anima, della differenza tra luci rosse e luci bianche, di l'ingresso e la partenza dell'intelligenza attraverso le narici mediante il soffio, degli scudi che si raccolgono intorno all'ombelico e infine della riunificazione dell'anima con nostro Signore che ha luogo nella certezza piena e sensibile della sua presenza all'interno dell'ombelico". Barlaam commentò con scherno: "Devo confessare che non so cosa sia questa luce. So solo che non esiste".
Secondo Runciman, l'attacco di Barlaam aveva colpito nel segno, dimostrando che, nelle mani di monaci poco istruiti e ignoranti del vero insegnamento esicasta, i precetti psicofisici dell'esicasmo potevano produrre "risultati pericolosi e ridicoli". A molti degli intellettuali bizantini l'esicasmo appariva "incredibilmente anti-intellettuale". Barlaam soprannominò gli esicasti omphaloscopoi (gli osservatori dell'ombelico), soprannome colorì il tono della maggior parte dei successivi scritti occidentali sui mistici bizantini. Tuttavia, il trionfo di Barlaam fu di breve durata. In definitiva, i Bizantini avevano un profondo rispetto per il misticismo anche se non lo capivano. E, in Palamas, Barlaam aveva trovato un avversario che era più che suo pari per conoscenza, intelletto e capacità espositive.

### La prima triade
In risposta agli attacchi di Barlaam, Palamas scrisse nove trattati intitolati "Triadi per la difesa di coloro che praticano la sacra quiete". I trattati furono chiamati "Triadi" perché furono organizzati come tre serie di tre trattati. Le Triadi furono scritte in tre fasi. La prima triade è stata scritta nella seconda metà del 1330 e si basa su discussioni personali tra Palamas e Barlaam sebbene Barlaam non sia mai menzionato per nome.

### Il Tomo agioritico
L'insegnamento di Gregorio fu affermato dai superiori e dai principali monaci del Monte Athos, che si incontrarono in sinodo nel 1340-1341. All'inizio del 1341, Filoteo Kokkinosscrisse il Tomo agioritico sotto la supervisione e l'ispirazione di Palamas. Sebbene il Tomo non menzioni Barlaam per nome, il lavoro prende chiaramente di mira le sue opinioni. Il Tomo fornisce una presentazione sistematica dell'insegnamento di Palamas e divenne il libro di testo fondamentale per il misticismo bizantino.
Barlaam considerava la dottrina della "luce increata" politeistica perché postulava due sostanze eterne, un Dio visibile e uno invisibile. Barlaam accusò l'uso della preghiera di Gesù di essere una forma di bogomilismo.

### La seconda triade
La seconda triade cita direttamente alcuni scritti di Barlaam. In risposta a questa seconda triade, Barlaam compose il trattato "Contro i messaliani", che collegava gli esicasti ai messaliani e quindi li accusava di eresia. Nell'opera "Contro i messaliani", Barlaam attaccò per la prima volta Gregorio per nome. Questa volta Barlaam chiamò derisoriamente gli esicasti omphalopsychoi (uomini con l'anima nell'ombelico) e li accusò dell'eresia del messalianesimo, noto anche come bogomilismo in Oriente. Secondo Meyendorff, Barlaam considerava "qualsiasi pretesa di esperienza reale e cosciente di Dio come messalianesimo".

### Terza triade
Nella terza Triade, Palamas confutò l'accusa di messalianismo di Barlaam dimostrando che gli esicasti non condividevano l'antisacramentalismo dei messaliani né affermavano di vedere fisicamente l'essenza di Dio con i loro occhi. Meyendorff scrive che "Palamas orienta tutta la sua polemica contro Barlaam il Calabrese sulla questione della saggezza ellenica che considera la principale fonte degli errori di Barlaam".

### Ruolo nella guerra civile bizantina
Sebbene la guerra civile tra i sostenitori di Giovanni VI Cantacuzeno e i reggenti di Giovanni V Paleologo non fosse principalmente un conflitto religioso, la disputa teologica tra i sostenitori e gli oppositori di Palamas ebbe un ruolo in tale contesa. Steven Runciman sottolinea che "mentre la disputa teologica inaspriva il conflitto, i partiti religiosi e politici non venivano a coincidere". Palamas era sostenuto da Cantacuzeno, così come dai suoi avversari Alessio Apocauco e Anna di Savoia. Di contro, Niceforo Gregorio e Demetrio Cidone supportarono Cantacuzeno, ma furono alcuni dei più stridenti oppositori di Palamas. Mentre Giovanni IV cercava di raggiungere un'intesa con Roma e Demetrio Cidone, e alla fine si unì alla Chiesa latina, Gregorio rimase latinofobo con veemenza. Gli aristocratici sostenevano Palamas in gran parte a causa delle loro tendenze conservatrici e anti-occidentali, nonché dei loro legami con i fedeli monasteri ortodossi.
Fu solo con il trionfo di Cantacuzeno nella presa di Costantinopoli nel 1347 che i palamisti riuscirono a ottenere una vittoria duratura sugli anti-palamisti. Quando Cantacuzeno fu deposto nel 1354, gli anti-palamisti non furono in grado di prevalere nuovamente sui palamisti come avevano fatto in passato. Martin Jugie attribuisce questo al fatto che, a tal punto, i patriarchi di Costantinopoli e la stragrande maggioranza del clero e dei laici erano giunti a considerare la causa dell'esicasmo come un tutt'uno con quella dell'ortodossia.

## Concili esicasti a Costantinopoli
Divenne chiaro che la disputa tra Barlaam e Palamas non era ricomponibile e avrebbe richiesto il giudizio di un concilio episcopale. Nel corso di undici anni, si tennero a Costantinopoli un totale di sei sinodi per esaminare le questioni: il 10 giugno 1341, agosto 1341, 4 novembre 1344, 1 febbraio 1347, 8 febbraio 1347 e 28 maggio 1351. Secondo i cristiani ortodossi, si trattò di concili ecumenici: in particolare, due di essi sono nominati Quinto Concilio di Costantinopoli e Nono Concilio Ecumenico.
Sono noti anche come sinodi esicasti. Hubert Cunliffe-Jones afferma che, sebbene questi sinodi fossero locali e non generali, sono stati considerati come aventi "un'autorità nell'Oriente ortodosso che è seconda solo ai sette Concili ecumenici".

### Sinodi del 1341
La disputa sull'esicasmo venne prima di un sinodo tenutosi a Costantinopoli nel maggio 1341 e presieduto dall'imperatore Andronico III. L'assemblea, influenzata dalla venerazione in cui si tenevano gli scritti di Pseudo-Dionigi nella Chiesa d'Oriente, condannò Barlaam, che ritrattò. Il patriarca ecumenico insistete perché tutti gli scritti di Barlaam fossero distrutti e quindi non sono sopravvissute copie complete del trattato "Contro il messalianesimo".
Il principale sostenitore di Barlaam, l'imperatore Andronico III, morì appena cinque giorni dopo la fine del sinodo. Sebbene Barlaam inizialmente sperasse in una seconda possibilità per presentare la sua causa contro Palamas, si rese presto conto dell'inutilità di perseguire la sua causa e partì per la Calabria dove si convertì alla Chiesa latina e fu nominato vescovo di Gerace.
Dopo la partenza di Barlaam, Gregorio Akindynos divenne il principale critico di Palamas. Un secondo concilio tenutosi a Costantinopoli nell'agosto 1341 condannò Akindynos e affermò i risultati del precedente concilio. Secondo Martin Jugie, questo secondo sinodo era un conciliabulum piuttosto che un consiglio perché "il patriarca si rifiutò di presentarsi e l'assemblea si radunava contro la sua volontà".
Martin Jugie descrive la storia della contesa da questo momento in poi come "altamente complicata e piuttosto oscura". Il dibattito, che era stato prettamente religioso, da questo momento in poi assunse anche una connotazione politica.

### Arresto e prigionia di Palamas
Palamas fu arrestato nell'autunno del 1342 a Eraclea, dove si era rifugiato, e poco dopo fu imprigionato fino a quando Cantacuzeno entrò trionfalmente a Costantinopoli nel 1347.
Durante questo periodo, Giovanni XIV ordinò Akindynos prima diacono, poi sacerdote e infine vescovo. Questa mossa fece arrabbiare l'imperatrice e fu l'inizio di una spaccatura tra loro che alla fine portò alla sua caduta.

### Sinodo del 1344
Akindynos e i suoi sostenitori ottennero una breve vittoria al terzo sinodo tenutosi nel 1344, che scomunicò Palamas e uno dei suoi discepoli, Isidoro Buchiras. Palamas e Buchiras ritrattarono.

### Sinodi del 1347
Nel febbraio 1347 si tenne un quarto sinodo, che depose il patriarca Giovanni XIV e scomunicò Akindynos. Isidoro Buchiras, che era stato scomunicato dal sinodo del 1344, fu ora nominato patriarca. Pochi giorni dopo la fine del conciliabulum, però, Giovanni VI Cantacuzeno, entrò vittoriosamente a Costantinopoli e costrinse i suoi avversari a incoronarlo co-imperatore. Uno dei suoi primi atti fu quello di confermare la deposizione di Giovanni XIV e di approvare il tomo sinodale che era stato appena emesso contro di lui.
Nel luglio 1347, il partito barlaamita tenne un sinodo concorrente che rifiutò di riconoscere Isidoro come patriarca e scomunicò Palamas. I capi di questo gruppo erano Neofito di Filippi, Giuseppe di Ganos e Matteo di Efeso. Sebbene i presenti al sinodo fossero solo una decina, ottennero lettere di approvazione da parte di una ventina di vescovi anti-palamiti di sedi provinciali. Il sinodo promulgò un tomo, intitolato De perpetua consensione, in cui fu respinta la teologia di Barlaam e di Akindynos così come quella di Palamas.

### IlCapita 150
Tra il 1344 e il 1350 Palamas scrisse il Capita 150 ("Centocinquanta capitoli"). Robert E. Sinkewicz descrive questo lavoro come un tentativo di "riprendere la visione più ampia che era stata oscurata dalle minuzie dei dibattiti". Sinkewicz afferma che "tra le opere polemiche di Palamas, la "Capita 150" è paragonabile solo per importanza a "Le Triadi".

### Sinodo del 1351
Morto Akindynos nel 1348, Niceforo Gregorio divenne il principale oppositore dell'esicasmo. Quando Isidoro I morì nel 1349, gli Esicasti lo sostituirono con uno dei loro monaci, Callisto I.
Nel maggio 1351 si tenne un consiglio patriarcale. Cantacuzeno aprì la prima sessione il 27 maggio esprimendo un desiderio di pace e armonia, ma solo a condizione che i dogmi palamiti fossero accettati. Gregorio, parlando a nome degli anti-palamiti, respinse i termini di Cantacuzeno e insistette sulla necessità di espellere dalla Chiesa il politeismo di Palamas. Palamas accusò i suoi oppositori di insegnare le dottrine di Barlaam e Akindynos e propose un riesame dei loro scritti. Gli anti-palamiti ribatterono che né Barlaam né Akindynos erano oggetto della disputa e che erano disposti a ripudiare gli insegnamenti di entrambi. Gli anti-palamiti affermavano che la vera questione davanti al concilio era se la teologia di Palamas era conforme alla dottrina tradizionale della Chiesa e che dovevano essere esaminate le sue opere. Dopo un acceso dibattito, fu convenuto che Palamas sarebbe apparso davanti al concilio nella posizione di accusato e che Gregoras e i suoi seguaci avrebbero avuto piena libertà di presentare le loro lamentele contro di lui.
Alla fine, il consiglio scagionò definitivamente Palamas e condannò i suoi oppositori. Questo sinodo ordinò che i metropoliti Matteo di Efeso e Giuseppe di Gano fossero svincolati e incarcerati. Tutti coloro che non erano disposti a sottomettersi alla visione ortodossa dovevano essere scomunicati e tenuti sotto sorveglianza nelle loro residenze. Una serie di anatemi furono pronunciati contro Barlaam, Akindynos e i loro seguaci; allo stesso tempo furono dichiarate anche una serie di acclamazioni a favore di Gregorio Palamas e degli aderenti alla sua dottrina.
Niceforo Gregoras rifiutò di sottomettersi ai dettami del sinodo e fu effettivamente imprigionato in un monastero fino a quando il Paleologo non trionfò nel 1354 e depose Cantacuzeno.

## Graduale accettazione della nuova dottrina
Dopo il trionfo dei Paleologi, la fazione barlaamita convocò un sinodo antiesicasta a Efeso ma, a questo punto, i patriarchi di Costantinopoli e la stragrande maggioranza del clero e dei laici erano giunti a considerare la causa dell'esicasmo come un tutt'uno con quella dell'ortodossia. Coloro che si opposero furono accusati di latinizzazione. Martin Jugie afferma che l'opposizione dei Latini e dei Latinophrones, che erano necessariamente ostili alla dottrina, in realtà contribuì alla sua adozione, e presto latinismo e antipalamismo divennero equivalenti nella mente di molti cristiani ortodossi. Jugie afferma che solo l'imperatore Giovanni V avrebbe potuto invertire nuovamente le sorti degli esicasti e restaurare la fazione barlaamita. Tuttavia, poiché non lo fece, gli esicasti rimasero in ascesa.
Tuttavia, sebbene i barlaamiti non potessero più conquistare la gerarchia della Chiesa ortodossa orientale in un sinodo, non si sottomisero immediatamente alla nuova dottrina. Per tutta la seconda metà del XIV secolo, si hanno numerose notizie di cristiani che tornano dall'"eresia barlaamita" all'ortodossia palamita, suggerendo che l'imposizione dell'accettazione universale del palamismo durò diversi decenni.
Callisto I e i patriarchi ecumenici che gli succedettero organizzarono una vigorosa campagna per far accettare la nuova dottrina dagli altri patriarcati orientali e da tutte le sedi metropolitane sotto la loro giurisdizione. Tuttavia, ci volle del tempo per superare la resistenza iniziale alla dottrina. Il monaco Manuel Kalekas riferì di resistenze fino al 1397. Un esempio di resistenza fu la risposta del metropolita di Kiev che, dopo aver ricevuto da Kallistos tomi che esponevano la dottrina palamita, respinse con veemenza la nuova dottrina e compose una risposta confutandola. Allo stesso modo, il patriarcato di Antiochia rimase fermamente contrario a ciò che considerava un'innovazione; tuttavia, alla fine del XIV secolo, il palamismo era stato accettato lì così come in tutti gli altri patriarcati orientali. Analoghi atti di resistenza si videro nelle sedi metropolitane che erano governate dai Latini così come in alcune regioni ecclesiastiche autonome, come la Chiesa di Cipro.
Un esempio notevole della campagna per rafforzare l'ortodossia della dottrina palamita fu l'azione intrapresa dal patriarca Filoteo I per reprimere i fratelli Demetrio e Procoro Cidone. Con il sostegno del fratello minore Procoro, Demetrio Cidone si oppose come politeista o panteista ai palamiti e al loro sistema di esicasmo.
Applicando la logica aristotelica al carattere neoplatonico dell'esicasmo, i fratelli Cidone accusarono Palamas di panteismo o politeismo, ma furono condannati da tre sinodi palamiti successivi che canonizzarono anche Palamas e l'esicasmo. I due fratelli avevano continuato ad argomentare con forza contro il palamismo anche quando furono portati davanti al patriarca e fu loro ingiunto di aderire alla dottrina ortodossa. Infine, esasperato, Filoteo convocò un sinodo contro i due Cidone nell'aprile 1368. Tuttavia, anche questo provvedimento estremo non riuscì a realizzare la sottomissione di Cidone e alla fine Procoro fu scomunicato e sospeso dal clero in perpetuo. Il lungo tomo preparato per il sinodo si conclude con un decreto di canonizzazione di Palamas che era morto nel 1359.
Nonostante l'opposizione iniziale degli anti-palamiti e di alcuni patriarcati e sedi, la resistenza diminuì nel tempo e alla fine la dottrina palamita fu accettata in tutta la Chiesa ortodossa orientale. Durante questo periodo, divenne la norma per i patriarchi ecumenici professare la dottrina palamita dopo aver preso possesso della loro sede. Per i teologi che rimasero in opposizione, alla fine non c'era altra scelta che emigrare e convertirsi alla chiesa latina, un percorso intrapreso da Kalekas così come da Demetrio Cidone e da Giovanni Ciparissiota.

## Impatto della controversia sull'Impero bizantino
Secondo Meyendorff, alcuni membri del gruppo noto come "umanisti bizantini" vedevano la vittoria degli esicasti come "una tragedia di proporzioni maggiori". In un momento cruciale della storia dell'Impero, la guida della Chiesa era passata nelle mani di fanatici religiosi.

## Accettazione moderna della dottrina
Secondo Aristeides Papadakis, "tutti gli studiosi ortodossi (moderni) che hanno scritto su Palamas - Lossky, Krivosheine, Papamichael, Meyendorff, Christou - ritengono che la sua voce sia un'espressione legittima della tradizione ortodossa".